# Holzthum
Holzthum (luxemburgisch Holztemⓘ) ist eine Ortschaft der luxemburgischen Gemeinde Parc Hosingen, Kanton Clerf, im Großherzogtum Luxemburg. 

## Lage
Holzthum liegt in der geografischen Region Ösling. Durch den Ort verläuft die CR 322. Nachbarorte sind Consthum und Hoscheid-Dickt.

## Beschreibung
Das ländlich geprägte Dorf Holzthum gehörte bis Ende 2011 zur Gemeinde Consthum. Die Gemeinde Consthum wurde zum 1. Januar 2012 mit Hosingen und Hoscheid zur Gemeinde Parc Hosingen fusioniert. Sehenswert ist die zur Pfarre Consthum gehörende Filialkirche St. Servatius, die in der 2. Hälfte des 19. Jahrhunderts erbaut worden ist.
Auf einem Acker an der Straßenkreuzung zwischen Holzthum und Dickt wurde 2019 der Römische Münzschatz von Holzthum mit 141 Goldmünzen aus der zweiten Hälfte des 4. Jahrhunderts n. Chr. entdeckt und bei einer Ausgrabung in den Jahren 2020 bis 2024 geborgen.